# Altofonte
Altofonte (sicilià Parcu) és un municipi italià, dins de la ciutat metropolitana de Palerm. L'any 2007 tenia 10.077 habitants. Limita amb els municipis de Belmonte Mezzagno, Monreale, Palerm, Piana degli Albanesi i Santa Cristina Gela.

## Administració
| Període | Identitat            | Partit         |
| ------- | -------------------- | -------------- |
| 2003-   | Vincenzo Di Girolamo | Centreesquerra |